# NN-37
La carretera NN-37 es una vía departamental secundaria localizada en el departamento de Estelí. Tiene una longitud aproximada de 10,62 kilómetros y comunica comunidades rurales al suroeste del municipio de Estelí, sirviendo como enlace entre las carreteras NN-36 y caminos de acceso hacia la zona montañosa del departamento.

## Trazado y cruces
La NN-37 atraviesa diversas localidades rurales del suroeste de Estelí.
| km   | Localidad                | Departamento | Conexión / Ruta |
| ---- | ------------------------ | ------------ | --------------- |
| 0    | El Guapinol              | Estelí       | NN 36           |
| 3,8  | La Joya                  | Estelí       | Camino rural    |
| 7,4  | El Bonete                | Estelí       | Camino rural    |
| 10,6 | Santa Teresa del Mogotón | Estelí       | Camino rural    |

## Coordenadas
Uno de los tramos de la NN-37 puede ser encontrado en las coordenadas: 13°07′16″N 86°16′43″O / 13.1212, -86.2785